# Викиновости
Викиновости, раније Викивести (ијек. Викивијести), су један од Викимедијиних пројеката који свакодневно сакупља најзначајније вести. По броју вести највеће су Викиновости на српском језику. Након тога долазе Викиновости на енглеском и пољском језику.